# Operação fraudulenta de câmbio
Operação fraudulenta de câmbio, no Brasil, é tipificado como uma tipologia de crime de lavagem de dinheiro, cujo termo utilizado é Dólar a Cabo. Trata-se de transferência de recursos "do" e "para" o exterior, por empresas e/ou pessoas não autorizadas pelo Banco Central a realizar operações de câmbio e/ou fora dos mecanismos oficiais de registro e controle. No Brasil as pessoas que cometem este tipo de crime são descritos como doleiros, como é o caso de Alberto Youssef, Carlos Habib Chater, Nelma Kodama e Raul Henrique Srour, presos na Operação Lava Jato. Os doleiros praticam caixa 2 e para não deixarem rastros de suas operações normalmente utilizam offshores, incorrendo também em crime de evasão de divisas, como foi o caso da condenação da doleira Nelma Kodama. Os doleiros são operadores do mercado paralelo ou ilegal de câmbio cuja coletividade forma um sistema bancário informal e clandestino.

## Casos no Brasil
Em junho de 2014, a Justiça Federal de Curitiba, condenou 47 pessoas por evasão de divisas e lavagem de dinheiro. Elas utilizavam organizações de fachada e casas de câmbio. De acordo com os autos, os acusados utilizaram contas no First Curaçao International Bank para transações financeiras no mercado de câmbio negro.
Na operação da Polícia Federal, batizada de Lava Jato, em seu início, ainda em 2014, diversas pessoas foram acusadas de praticar operações de câmbio fraudulenta, algumas delas condenadas posteriormente.